# Resignation Day
Resignation Day is het debuutalbum van de Amerikaanse punkband Banner Pilot. Het album werd opgenomen in september 2007 en uitgegeven op cd op 11 november 2008 via Go-Kart Records. Vanwege problemen die in de weg van de opnames kwamen had de band te weinig tijd om het album voldoende te mixen, waardoor het album niet het gewenste resultaat gaf. In 2009 werd de (gekleurde) lp-versie van het album uitgegeven via Kiss of Death Records.
Op 14 september 2010 werd het album heruitgegeven via Fat Wreck Chords op cd en lp (wit gekleurd of zwart). Ditmaal waren de nummers opnieuw gemasterd en gemixt, waardoor de band zelf meer tevreden was met het resultaat. Bij deze versie van het album zijn twee bonustrack toegevoegd.

## Nummers
1. "Overwinter" - 2:06
2. "Cut Bait" - 1:49
3. "Speed Trap" - 2:18
4. "Empty Your Bottles" - 1:49
5. "Saltash Luck" - 2:55
6. "Milemarking" - 2:47
7. "Wired Wrong" - 3:45
8. "Baltimore Knot" - 2:34
9. "Absentee" - 2:15
10. "Shell Game" - 2:53
11. "No Transfer" - 2:19
12. "Barker" - 3:26

Bonustracks
1. "Spit Out" - 2:08
2. "Deadender" - 2:59

## Band
- Dan Elston-Jones - drums
- Nate Gangelhoff - gitaar, basgitaar
- Nick Johnson - zang, gitaar